# Första slaget vid el-Alamein
Första slaget vid el-Alamein var ett fältslag under Ökenkriget i andra världskriget, som utkämpades på Egyptens norra kust mellan Axelmakternas styrkor (Tyskland och Italien) inom Panzerarmee Afrika under befäl av fältmarskalk Erwin Rommel, och de allierades styrkor (Storbritannien, brittiska Indien, Australien, Sydafrika och Nya Zeeland) inom British Eighth Army under befäl av general Claude Auchinleck. Striden, om än ett dödläge, stoppade Axelmakternas andra framryckning in till Egypten. Men Axelmakternas närvaro nära el-Alamein, endast 106 km från Alexandria, var farligt nära landets stora tätorter. För att försvara landets befolkning, ihop med den livsviktiga Suezkanalen, måste de allierade styrkorna göra ett nytt slag vid el-Alamein för att driva Axelmakternas arméer ut ur Egypten för gott.